# Vivaxosaurus
Vivaxosaurus es un género extinto de sinápsido dicinodonto del Pérmico Superior (Changhsingiense) de Rusia.
Vivaxosaurus tenía el tamaño de un cerdo grande. Sólo poseía dos colmillos, que utilizaba para desenterrar tubérculos. Además, tenía un pico duro.
Las patas anteriores eran iguales a las posteriores en longitud. Por ese motivo, se estima que sugiere un tipo de vida terrestre.